# Amerikaanse basis Havelterberg
De Amerikaanse basis te Havelterberg was een legerbasis van de Amerikaanse landmacht op de grens van de Nederlandse dorpen Havelterberg en Darp (provincie Drenthe). Een wachttoren dient als herinneringsmonument.

## Geschiedenis
Tussen 1961 en 1992 lagen hier (zeer waarschijnlijk) nucleaire raketkoppen opgeslagen voor de Nederlandse veldartillerie. Eerst lagen er koppen voor de 'Honest John'-raket, later voor de Lance-raket. De 'Lance'-raket kon worden voorzien van de W70-kernkop (neutronenbom). De totale kracht van het arsenaal in Havelterberg was ongeveer 80 maal zo groot als de bom op Hiroshima.
De binnenste ring van de basis werd bewaakt door Amerikaanse militairen, de buitenste ring door Nederlanderse eenheden van het 1e Legerkorps. Om eentonigheid en verveling te voorkomen, rouleerden deze eenheden per week. Voor die tijd gebeurde de beveiliging op continuebasis door de 434 Infanterie Beveiligingscompagnie RvH). Bij dreiging mocht met scherpe munitie worden geschoten. De kernkoppen werden onderhouden en bewaakt door 8th U.S. Army Field Artillery Detachment (8th USAFAD). Een eventueel daadwerkelijk afvuren van de koppen werd overgelaten aan de afdelingen Veldartillerie van de Joh. Postkazerne te Havelte (waaronder 129 Afdva, voor die tijd door 109/119 Afdva). Alles rondom de basis vond in het diepste geheim plaats.
Er werd door de vredesbeweging in de jaren 1970 en 1980 regelmatig geprotesteerd aan de poorten van de basis, onder andere door de groepen "Steen wijkt" en de Werkgroep Anti Atoom Koppen Steenwijk (WAAKS). In 't Harde was (eveneens waarschijnlijk) een soortgelijke wapenopslag (SAS Doornspijk). Ook daar en bij de (nu opgeheven) vliegbasis Soesterberg waren regelmatig vredesdemonstraties. 